# گورگن میرزویان (آهنگساز)
گورگن هوهانسی میرزویان (ارمنی: Գուրգեն Հովհաննեսի Միրզոյան؛ زاده ۲۰ مهٔ ۱۸۹۲ - درگذشته ۲۷ نوامبر ۱۹۷۶) آهنگساز، رهبر گروه کر، کارشناس علوم پرورشی اهل ارمنستان بود. وی بین سال‌های - تا - میلادی فعالیت می‌کرد.

## زندگی‌نامه
وی در ۱ ژوئن [سبک قدیمی: ۲۰ مه] ۱۸۹۲ در تفلیس در به دنیا آمد و از کنسرواتوار دولتی وانو ساراجیشویلی تفلیس فارغ‌التحصیل گشت.  وی همچنین برنده جوایزی همچون نشان برجسته افتخار و چهره هنری شایسته ارمنستان شوروی (۱۹۵۰) شد. وی در ۲۷ نوامبر ۱۹۷۶ در سن ۸۴ سالگی در ایروان درگذشت.